# 小行星5286
小行星5286（英語：5286 Haruomukai）是一颗围绕太阳公转的小行星。1989年11月4日，M. Mukai、M. Takeishi在鹿儿岛市发现了此天体。
这颗小行星的绝对星等为265.5037658373151等。